# Société internationale de pathologie végétale
La Société internationale de pathologie végétale (en anglais : International Society for Plant Pathology, ISPP) est une organisation internationale à but non lucratif qui met l'accent sur la promotion de la phytopathologie dans le monde. L'association a son siège à Saint-Paul (Minnesota, États-Unis).
L'EFPP est responsable, en collaboration avec Springer, de la publication de la revue scientifique « Food Security: The Science, Sociology and Economics of Food Production and Access to Food. ».
Tous les cinq ans, l'ISPP organise un Congrès international de pathologie végétale (ICPP, International Congress of Plant Pathology) qui se tient dans les différents pays où se trouvent les associations nationales affiliées.

## Liste des dirigeants
| Identité          | Période | Période | Durée |
| Identité          | Début   | Fin     | Durée |
| ----------------- | ------- | ------- | ----- |
| Jan E. Leach (en) | 2018    |         |       |